# Фотон
Фото́н (від дав.-гр. φῶς, род. відм. φωτός, «світло») — квант електромагнітного випромінювання (у вузькому розумінні — світла), елементарна частинка, що є носієм електромагнітної взаємодії.
Це безмасова частинка, яка здатна існувати у вакуумі тільки рухаючись зі швидкістю світла. Електричний заряд фотона також дорівнює нулю. Фотон може перебувати лише у двох спінових станах з проєкцією спіна на напрямок руху (спіральністю) ±1. У фізиці фотони позначаються літерою γ.
Класична електродинаміка описує фотон як електромагнітну хвилю з круговою правою чи лівою поляризацією. З точки зору класичної квантової механіки, фотону як квантовій частинці властивий корпускулярно-хвильовий дуалізм, він проявляє одночасно властивості частинки і хвилі.
Квантова електродинаміка, яка базується на квантовій теорії поля і Стандартній моделі, описує фотон як калібрувальний бозон, який забезпечує електромагнітну взаємодію: віртуальні фотони є квантами-носіями електромагнітного поля і забезпечують взаємодію між двома електричними чи магнітними зарядами.
Їм приписується спін 1.
Фотони є істинно нейтральними частинками, і не мають античастинок. Фотон сам є власною античастинкою.

## Історія
Сучасна теорія світла базується на роботах багатьох вчених. Квантовий характер випромінювання і поглинання енергії електромагнітного поля був постульований Максом Планком в 1900 році для пояснення властивостей теплового випромінювання.
Термін «фотон» введено хіміком Гілбертом Льюїсом в 1926 році.
В 1905—1917 роках Альберт Ейнштейн опублікував
ряд робіт, присвячених протиріччям між результатами експериментів та класичною хвильовою теорією світла, зокрема фотоефекту і здатності речовини перебувати в тепловій рівновазі з електромагнітним випромінюванням.
Робилися спроби пояснити квантові властивості світла напівкласичними моделями, в яких світло, як і раніше, описувалося рівняннями Максвелла без врахування квантування, а об'єктам, що випромінювали та поглинали світло, приписувалися квантові властивості (див., наприклад, теорію Бора). Незважаючи на те, що напівкласичні моделі вплинули на розвиток квантової механіки (про що, зокрема, свідчить те, що деякі їхні положення і навіть наслідки в явному вигляді входять у сучасні квантові теорії), експерименти підтвердили правоту Ейнштейна про квантову природу світла (див., наприклад, фотоефект). Слід відмітити, що квантування енергії електромагнітного випромінювання не є винятком. У сучасній теорії значення багатьох фізичних величин є дискретними (квантованими). Прикладами таких величин є: кутовий момент, спін
та енергія зв'язаних систем.
Введення поняття фотона сприяло створенню нових теорій та фізичних приладів, а також стимулювало розвиток експериментальної та теоретичної бази квантової механіки. Наприклад, були винайдені мазер, лазер, відкрите явище конденсації Бозе — Ейнштейна, сформульована квантова теорія поля та ймовірнісна інтерпретація квантової механіки. У сучасній Стандартній моделі фізики елементарних частинок існування фотонів є наслідком того, що фізичні закони інваріантні відносно локальної калібрувальної симетрії у будь-якій точці простору-часу (див. детальніший опис нижче в розділі Фотон як калібрувальний бозон). Цією ж симетрією визначаються внутрішні властивості фотона, такі як електричний заряд, маса та спін.
Концепція фотонів застосовується у фотохімії,
відеотехніці, комп'ютерній томографії, мікроскопії високої роздільності та вимірюванні міжмолекулярних відстаней. Фотони також використовуються як елементи квантових комп'ютерів
і наукомістких приладів для передачі даних (див. квантова криптографія).

### Історія назви та позначення
Альберт Ейнштейн спочатку назвав фотон «світловим квантом» (нім. das Lichtquant). Сучасна назва, яку фотон отримав від грецького слова φῶς, «phōs» («світло»), була введена в 1926 хіміком Гілбертом Льюїсом,
який опублікував свою теорію,
в якій фотони вважалися «нестворюваними і незнищуваними». Хоча теорія Льюїса не була підтверджена, суперечила експериментальним даним, нова назва для квантів електромагнітного поля почала використовуватися багатьма фізиками.
У фізиці фотон зазвичай позначається символом γ (грецька літера гамма). Це позначення походить від назви гамма-випромінювання, відкритого в 1900 році, яке складається з достатньо високоенергетичних фотонів. Гамма-випромінювання, один із трьох видів (α-, β- і γ-промені) іонізувальної радіації, що випромінювалися відомими в той час радіоактивними речовинами, відкрив Пауль Віллард. Електромагнітну природу гамма-променів довели в 1914 році Ернест Резерфорд і Едвард Андрейд. У хімії та оптичній інженерії для фотонів часто використовують позначення hν, де h — стала Планка і ν (грецька літера ню) — частота фотонів. Добуток цих двох величин є енергією фотона.

### Історія розвитку концепції фотона

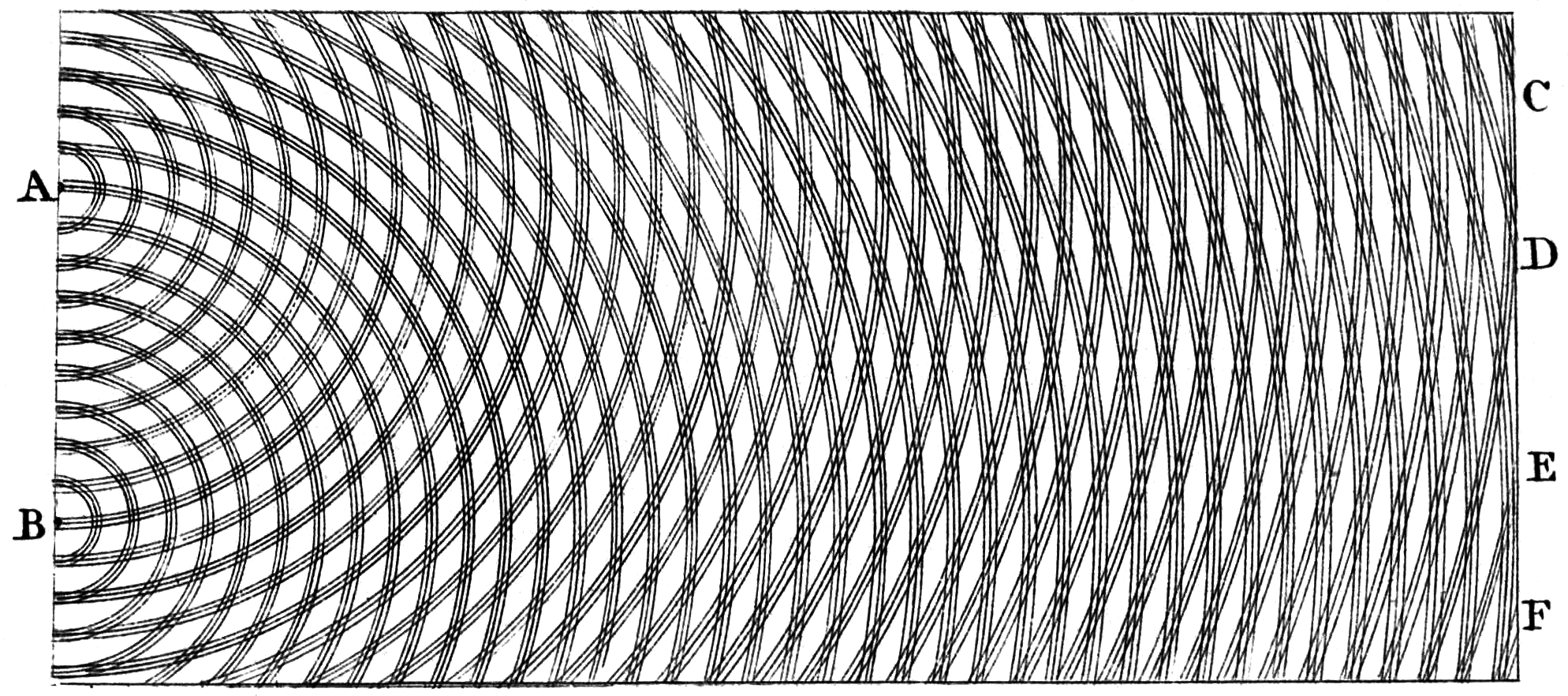
Дослід Томаса Юнга по інтерференції світла на двох щілинах (1805 рік) показав, що світло можна розглядати як хвилю. Таким чином були спростовані ранні теорії світла як потоку неквантових частинок.

У більшості теорій, розроблених до XVIII століття, світло розглядалося як потік частинок. Одна з перших таких теорій була викладена у «Книзі про оптику» Ібн аль-Хайсамом в 1021 році.
У ній вчений описував світловий промінь у вигляді потоку дуже дрібних частинок, які «відчувають недостачу всіх помітних якостей, крім енергії».
Оскільки подібні моделі не змогли пояснити такі явища як рефракція, дифракція та подвійне променезаломлення, була запропонована хвильова теорія світла, засновниками якої стали Рене Декарт (1637), Роберт Гук (1665), і Християн Гюйгенс (1678).
Однак моделі, що базувалися на ідеї дискретної будови світла, залишалися домінуючими, значною мірою через вплив авторитета Ісаака Ньютона, який притримувався цих теорій.
На початку XIX століття Томас Юнг та Огюстен Френель наочно продемонстрували у своїх дослідах явища інтерференції та дифракції світла, після чого приблизно до 1850 року хвильові моделі стали загальноприйнятими.
У 1865 році Джеймс Максвелл припустив у рамках своєї теорії,
що світло — електромагнітна хвиля. У 1888 році ця гіпотеза була підтверджена експериментально Генріхом Герцом, який виявив радіохвилі.

У 1900-му році хвильова теорія Максвелла, яка розглядала електромагнітне випромінювання як коливання електричного та магнітного полів виглядала завершеною. Однак деякі експерименти, проведені пізніше, в рамках цієї теорії не отримали пояснення. Це привело до ідеї про те, що енергія світлової хвилі повинна випромінюватися і поглинатися у вигляді «квантів» величиною hν. Подальші експерименти показали, що ці світлові кванти також мають імпульс, тому їх можна розглядати як елементарні частинки.

Хвильова теорія Максвелла не змогла, однак, пояснити всіх властивостей світла. Згідно з цією теорією енергія світлової хвилі повинна залежати лише від її інтенсивності, але не від частоти. Насправді ж результати деяких експериментів показали, що передана від світла атомам енергія, навпаки, залежить лише від частоти світла, а не від інтенсивності. Наприклад, деякі хімічні реакції можуть початися тільки при опроміненні речовини світлом, частота якого вища від певного порогового значення; випромінювання, частота якого нижча від цього значення, незалежно від інтенсивності, не може ініціювати реакцію. Аналогічно, електрони можуть бути вирвані з поверхні металічної пластини лише при опроміненні її світлом, частота якого вища від певного значення, так званої червоної межі фотоефекту; енергія вирваних електронів залежить лише від частоти світла, але не від його інтенсивності.
Дослідження властивостей випромінювання абсолютно чорного тіла, яке здійснювалося протягом майже сорока років (1860—1900),
завершились висуненням гіпотези Макса Планка
про те, що енергія будь-якої системи при випромінюванні чи поглинанні електромагнітного випромінювання частоти {\displaystyle ~\nu } може змінюватися лише на величину, кратну енергії кванта {\displaystyle ~E=h\nu } (тобто дискретно), де {\displaystyle ~h} — стала Планка.
Альберт Ейнштейн показав, що таке уявлення про квантування енергії повинно бути прийняте, щоб пояснити спостережувану теплову рівновагу між речовиною та електромагнітним випромінюванням. На цій же основі ним був теоретично описаний фотоелектричний ефект, за цю роботу Ейнштейн отримав у 1921 році Нобелівську премію з фізики.
Теорія Максвелла, навпаки, припускає, що електромагнітне випромінювання може мати яку завгодно енергію (тобто не квантується).
Багато фізиків спочатку вважали, що квантування енергії це результат якоїсь невідомої властивості матерії, яка поглинає та випромінює електромагнітні хвилі. У 1905 році Ейнштейн висловив припущення, що квантування енергії — властивість самого електромагнітного випромінювання.
Визнаючи справедливість теорії Максвелла, Ейнштейн вказав, що багато аномальних на той час результатів експериментів можуть бути пояснені, якщо енергію світлової хвилі локалізувати у кванти, подібні до частинок, які рухаються незалежно один від одного, навіть якщо хвиля неперервно поширюється у просторі.
У 1909
і 1916 роках,
Ейнштейн показав, виходячи зі справедливості закону випромінювання абсолютно чорного тіла, що квант енергії повинен також мати імпульс {\displaystyle ~p=h/\lambda }.
Імпульс фотона був виявлений експериментально
Артуром Комптоном, за цю роботу він отримав Нобелівську премію з фізики у 1927 році. Однак питання узгодження хвильової теорії Максвелла з експериментальним обґрунтуванням дискретної природи світла залишалося відкритим.
Деякі автори стверджували, що випромінювання та поглинання електромагнітних хвиль відбувається порціями, квантами, однак процеси поширення хвилі неперервні. Квантовий характер явищ випромінювання і поглинання доводить наявність у мікросистем, зокрема в електромагнітного поля, окремих енергетичних рівнів і неможливість мікросистеми мати довільну величину енергії.
Корпускулярні уявлення добре узгоджуються з експериментально спостережуваними закономірностями випромінювання та поглинання електромагнітних хвиль, зокрема, із закономірностями теплового випромінювання та фотоефекту. Однак, на їхню думку, експериментальні дані свідчать про те, що квантові властивості електромагнітної хвилі не проявляються при поширенні, розсіюванні, дифракції електромагнітних хвиль, якщо вони не супроводжуються втратою енергії.
У процесах поширення електромагнітна хвиля не локалізована в певній точці простору, поводить себе як єдине ціле і описується рівняннями Максвелла.
Розв'язок було знайдено в рамках квантової електродинаміки (див. розділ корпускулярно-хвильовий дуалізм нижче) та її наступниці Стандартної моделі.
У відповідності до квантової електродинаміки електромагнітне поле в об'ємі куба з довжиною ребра d можна подати у вигляді плоских стоячих хвиль, сферичних хвиль або плоских біжних хвиль {\displaystyle e^{ik{\cdot }x}}. Об'єм при цьому вважається заповненим фотонами з розподілом енергії {\displaystyle n\hbar \omega }, де n — ціле число. Взаємодія фотонів із речовиною призводить до зміни кількості фотонів n на {\displaystyle \pm 1} (випромінювання або поглинання).

### Спроби зберегти теорію Максвелла

До 1923 року більшість фізиків відмовлялося приймати ідею про те, що електромагнітне випромінювання має квантові властивості. Замість цього вони були схильні пояснювати поведінку фотонів квантуванням матерії, як, наприклад, в теорії Бора для атома Гідрогену. Хоча всі ці напівкласичні моделі були лише першими наближеннями і виконувалися тільки для простих систем, вони призвели до створення квантової механіки.

Як згадується в нобелівській лекції Роберта Міллікена, передбачення, зроблені в 1905 році Ейнштейном, були перевірені експериментально кількома незалежними способами у перші два десятиліття XX століття.
Тим не менш, до знаменитого експерименту Комптона
ідея квантової природи електромагнітного випромінювання не була серед фізиків загальноприйнятою (див., наприклад, Нобелівські лекції Вільгельма Віна,
Макса Планка і Роберта Міллікена), що було пов'язано з успіхами хвильової теорії світла Максвелла.
Деякі фізики вважали, що квантування енергії в процесах випромінювання та поглинання світла було наслідком якихось властивостей речовини, яка випромінювала чи поглинала світло. Нільс Бор, Арнольд Зоммерфельд та інші вчені розробляли моделі атома з дискретними рівнями енергії, які пояснювали наявність спектрів випромінювання та поглинання у атомів і, більше того, чудово узгоджувалися зі спостережуваним спектром Гідрогену
(правда, отримати спектри інших атомів у цих моделях не вдавалося).
Тільки розсіювання фотона вільним електроном, який не мав (за тодішніми уявленнями) внутрішньою структури, а, отже, і енергетичних рівнів, змусило багатьох фізиків визнати квантову природу світла.
Однак навіть після експериментів Комптона, Бор, Гендрік Крамерс і Джон Слейтер зробили останню спробу врятувати класичну максвелівську хвильову модель світла, без врахування його квантування, опублікувавши так звану БКС-теорію.
Для пояснення експериментальних даних вони запропонували дві гіпотези:
1. Енергія та імпульс зберігаються лише статистично (в середньому) у взаємодіях між матерією та випромінюванням. В окремих елементарних процесах, таких як випромінювання і поглинання, закони збереження енергії та імпульсу не виконуються.
Це припущення дозволило узгодити східчастість зміни енергії атома (переходи між енергетичними рівнями) з неперервністю зміни енергії самого випромінювання.
2. Механізм випромінювання має специфічний характер. Зокрема, спонтанне випромінювання розглядалося як випромінювання, стимульоване «віртуальним» електромагнітним полем.

Однак експерименти Комптона показали, що енергія та імпульс зберігаються точно в елементарних процесах, а також що його розрахунки зміни частоти падаючого фотона в комптонівському розсіюванні виконуються з точністю до 11 знаків. Після цього Бор і його співавтори удостоїли свою модель «благородних похоронів, наскільки це було можливим».
Тем не менш, крах БКС-моделі надихнув Вернера Гейзенберга на створення матричної механіки.
Одним із експериментів, які підтверджували квантування поглинання світла, став дослід Вальтера Боте, виконаний ним у 1925 році. У цьому досліді тонка металічна фольга опромінювалася рентгенівським випромінюванням низької інтенсивності. При цьому фольга сама ставала джерелом слабкого вторинного випромінювання. Виходячи з класичних хвильових уявлень, це випромінювання повинно розподілятися у просторі рівномірно в усіх напрямках. У цьому випадку два лічильники, розташовані зліва та справа від фольги, повинні були фіксувати його одночасно. Однак результат досліду виявився прямо протилежним: випромінювання фіксувалося або правим, або лівим лічильником і ніколи обома одночасно. Отже, поглинання відбувається окремими квантами. Дослід, таким чином, підтвердив вихідне положення фотонної теорії випромінювання, і став, тим самим, ще одним експериментальним доказом квантових властивостей електромагнітного випромінювання.
Деякі фізики продовжували розробляти напівкласичні моделі, в яких електромагнітне випромінювання не вважалося квантованим, але проблема отримала своє вирішення тільки в рамках квантової механіки. Ідея фотонів при поясненні фізичних та хімічних експериментів стала загальноприйнятою до 70-х років XX століття. Всі напівкласичні теорії більшістю фізиків стали вважатися остаточно спростованими в 70-х і 80-х роках в експериментах по фотонній кореляції.
Таким чином, ідея Планка про квантові властивості електромагнітного випромінювання і розвинута на її основі гіпотеза Ейнштейна вважаються доведеними.

## Фізичні властивості фотона

Діаграма Фейнмана, на якій зображено обмін віртуальним фотоном (позначений на рисунку хвилястою лінією) між позитроном та електроном.

Фотон — безмасова нейтральна частинка. Спін фотона дорівнює 1 (частинка є бозоном), але через нульову масу спокою більш придатною характеристикою є спіральність, проєкція спіну частинки на напрямок руху. Фотон може перебувати тільки у двох спінових станах зі спіральністю, рівною {\displaystyle \pm 1}. Цій властивості в класичній електродинаміці відповідає циркулярна поляризація електромагнітної хвилі.
Масу спокою фотона вважають рівною нулю, базуючись на експерименті (відмінність маси фотона від нуля призвела б до дисперсії електромагнітних хвиль у вакуумі, що розмазало б по небі спостережувані зображення галактик) та теоретичних обґрунтуваннях (у квантовій теорії поля доводиться, що якщо б маса фотона не дорівнювала нулю, то електромагнітні хвилі мали б три, а не два поляризаційних стани).
Тому швидкість фотона, як і швидкість будь-якої безмасової частинки, дорівнює швидкості світла. З цієї причини (не існує системи відліку, в якій фотон перебуває у стані спокою) внутрішня парність частинки не визначена.
Якщо приписати фотону наявність так званої «релятивістської маси» (термін виходить із вжитку) виходячи з співвідношення {\displaystyle m={\tfrac {E}{c^{2}}},}
то вона складе {\displaystyle m={\tfrac {h\nu }{c^{2}}}.} Фотон — істинно нейтральна частинка (тотожний до своєї античастинки),
тому його зарядова парність від'ємна і дорівнює −1. Через закон збереження зарядової парності та її мультиплікативність в електромагнітних процесах неможливе перетворення парної кількості фотонів у непарну і навпаки (теорема Фаррі).
Фотон належить до калібрувальних бозонів. Він бере участь в електромагнітній та гравітаційній взаємодіях.
Фотон перебуває частину часу у вигляді віртуальної частинки векторного мезона або віртуальної пари адрон-антиадрон. За рахунок цього явища фотон здатний брати участь у сильних взаємодіях. Свідченням участі фотона у сильних взаємодіях є процеси фотонародження {\displaystyle \pi }-мезонів на протонах і нейтронах, а також численні утворення нуклонів на протонах і ядрах.
Перетини процесів фотонародження нуклонів на протонах і нейтронах дуже близькі один до одного. Це пояснюється тим, що у фотона є адронна складова, за рахунок чого фотон бере участь у сильних взаємодіях.
Фотон не має електричного заряду і не розпадається спонтанно у вакуумі, стабільний. Може мати один із двох станів поляризації та описується трьома просторовими параметрами — складовими хвильового вектора, який визначає його довжину хвилі {\displaystyle ~\lambda } та напрямок поширення.
Фотони випромінюються у багатьох природних процесах, наприклад, при русі електричного заряду з прискоренням, при переході атома або ядра зі збудженого стану в стан із меншою енергією, або при анігіляції пари електрон-позитрон. При обернених процесах — збудження атома, народження електрон-позитронних пар — відбувається поглинання фотонів.
Якщо енергія фотона дорівнює {\displaystyle ~E}, то імпульс {\displaystyle {\vec {p}}} пов'язаний з енергією співвідношенням {\displaystyle ~E=cp}, де {\displaystyle ~c} — швидкість світла (швидкість, з якою в будь-який момент часу рухається фотон як безмасова частинка). Для порівняння, для частинок з ненульовою масою спокою зв'язок маси та імпульсу з енергією визначається формулою {\displaystyle ~E^{2}=c^{2}p^{2}+m^{2}c^{4}}, як показано в спеціальній теорії відносності.
У вакуумі енергія та імпульс фотона залежать тільки від його частоти {\displaystyle ~\nu } (або, що еквівалентно, від довжини хвилі {\displaystyle ~\lambda =c/\nu }):
{\displaystyle E=\hbar \omega =h\nu },
{\displaystyle {\vec {p}}=\hbar {\vec {k}}},
і, отже, величина імпульсу дорівнює:
{\displaystyle p=\hbar k={\frac {h}{\lambda }}={\frac {h\nu }{c}}},
де {\displaystyle ~\hbar } — стала Планка, яка дорівнює {\displaystyle ~h/2\pi }; {\displaystyle {\vec {k}}} — хвильовий вектор і {\displaystyle ~k=2\pi /\lambda } — його величина (хвильове число); {\displaystyle ~\omega =2\pi \nu } — кутова частота. Хвильовий вектор {\displaystyle {\vec {k}}} вказує напрямок руху фотона. Спін фотона не залежить від частоти.
Класичні формули для енергії та імпульсу електромагнітного випромінювання можуть бути отримані виходячи із уявлень про фотони. Наприклад, тиск випромінювання здійснюється за рахунок передачі імпульсу фотонів тілу при їх поглинанні. Справді, тиск — сила, яка діє на одиницю площі поверхні, а сила дорівнює зміні імпульсу, віднесеній до часу цього вимірювання.
В залежності від електричної та магнітної мультипольності системи зарядів, яка випромінила даний фотон, для фотона можливі стани з повними моментами імпульсу {\displaystyle L=1\hbar ,2\hbar ,3\hbar ,...} і парністю {\displaystyle -1} чи {\displaystyle 1}. Розрізняють стани фотонів електричного та магнітного типу. Стан фотона з моментом {\displaystyle L} і парністю {\displaystyle (-1)^{L}} називається фотонним {\displaystyle 2^{L}} — полем електричного типу, з парністю {\displaystyle (-1)^{L+1}} називається фотонним {\displaystyle 2^{L}} — полем магнітного типу. Для позначення фотонів певної мультипольності спочатку пишеться буква {\displaystyle E} для електричного мультиполя чи {\displaystyle M} для магнітного мультиполя і впритул до цієї букви пишеться цифра, яка дорівнює повному моменту {\displaystyle L}. Електричний дипольний фотон позначається як {\displaystyle E1}, магнітний дипольний — {\displaystyle M1}, електричний квадрупольний фотон — {\displaystyle E2}, і т. д.

## Корпускулярно-хвильовий дуалізм і принцип невизначеності
Фотону властивий корпускулярно-хвильовий дуалізм. З одного боку, фотон демонструє властивості електромагнітної хвилі у явищах дифракції та інтерференції в тому випадку, якщо характерні розміри перешкод сумірні з довжиною хвилі фотона. Наприклад, послідовність поодиноких фотонів з частотою {\displaystyle \nu }, які проходять через подвійну щілину, створюють на екрані інтерференційну картину, яку можна описати рівняннями Максвелла.
Тем не менш, експерименти показують, що фотони випромінюються та поглинаються цілком об'єктами, які мають розміри, набагато менші від довжини хвилі фотона (наприклад, атомами), або взагалі в деякому наближенні можуть вважатися точковими (так само як, наприклад, електрони). Таким чином, фотони в процесах випромінювання та поглинання поводять себе як точкоподібні частинки. Крім того, фотони зазнають комптонівського розсіювання на електронах, взаємодіючи з ними як частинка у відповідності до закону збереження енергії та імпульсу для релятивістських частинок. Фотон також поводить себе як частинка з певною масою при русі в гравітаційному полі поперек поля (наприклад, світло зір відхиляється Сонцем, як встановив, зокрема, Еддінгтон при спостереженні повного сонячного затемнення 29 травня 1919 року) або вздовж лінії дії сили гравітації, у цьому випадку змінюється потенціальна енергія фотона і, отже, частота, що було експериментально встановлено в експерименті Паунда і Ребки. В той же час, цей опис не є достатнім; уявлення про фотон як про точкову частинку, траєкторія якої ймовірнісно задана електромагнітним полем, спростовується кореляційними експериментами з заплутаними станами фотонів, описаними вище (див. також Парадокс Ейнштейна — Подольського — Розена). Також неможливо ввести поняття потоку фотонів, для якого виконувалося б рівняння неперервності для щільності кількості фотонів.

Уявний експеримент Гейзенберга по визначенню положення електрона (зафарбований синім) з допомогою гамма-променевого мікроскопа високої роздільності. Падаючі гамма-промені (показані зеленим) розсіюються на електроні і потрапляють в апертурний кут мікроскопа θ. Розсіяні гамма-промені показані на рисунку червоним кольором. Класична оптика показує, що положення електрона може бути визначене тільки з точністю до певного значення Δx, яке залежить від кута θ і від довжини хвилі λ падаючих променів.

Ключовим елементом квантової механіки є принцип невизначеності Гейзенберга, який забороняє одночасне точне визначення просторової координати частинки та її імпульсу по цій координаті.
Важливо відмітити, що квантування світла та залежність енергії й імпульсу від частоти необхідна для виконання принципу невизначеності, застосованого до зарядженої масивної частинки. Ілюстрацією цього може бути знаменитий уявний експеримент з ідеальним мікроскопом, який визначає координату електрона шляхом опромінення його світлом і реєстрації розсіяного світла (гамма-мікроскоп Гейзенберга).
Положення електрона може бути визначене з точністю {\displaystyle ~\Delta x}, рівною роздільній здатності мікроскопа. Виходячи з уявлень класичної оптики:
{\displaystyle \Delta x\sim {\frac {\lambda }{\sin \theta }},}
де {\displaystyle ~\theta } — апертурний кут мікроскопа. Таким чином, невизначеність координати {\displaystyle ~\Delta x} можна зробити як завгодно малою, зменшуючи довжину хвилі {\displaystyle ~\lambda } падаючих променів. Однак після розсіювання електрон отримує деякий додатковий імпульс, невизначеність якого рівна {\displaystyle ~\Delta p}. Якщо б падаюче випромінювання не було квантованим, цю невизначеність можна було б зробити як завгодно малою, зменшуючи інтенсивність випромінювання. Довжину хвилі та інтенсивність падаючого світла можна змінювати незалежно один від одного. В результаті при відсутності квантування світла стало б можливим одночасно визначити з високою точністю положення електрона у просторі та його імпульс, що суперечить принципу невизначеності.
Формула Ейнштейна, навпаки, для імпульсу фотона повністю задовольняє вимогам принципу невизначеності. Із врахуванням того, що фотон може бути розсіяний в будь-якому напрямку в межах кута {\displaystyle ~\theta }, невизначеність переданого електрону імпульсу дорівнює:
{\displaystyle \Delta p\sim p_{\mathrm {\phi } }\sin \theta ={\frac {h}{\lambda }}\sin \theta .}
Після множення першого виразу на другий отримується співвідношення невизначеностей Гейзенберга: {\displaystyle \Delta x\Delta p\,\sim \,h}. Таким чином, увесь світ квантований: якщо речовина підпорядковується законам квантової механіки, то і поле повинно їм підпорядковуватися, і навпаки.
Аналогічно, принцип невизначеності для фотонів забороняє одночасне точне вимірювання кількості {\displaystyle ~n} фотонів (див. стан Фока і розділ вторинне квантування нижче) в електромагнітній хвилі та фази {\displaystyle ~\varphi } цієї хвилі (див. когерентний стан і стиснутий когерентний стан):
{\displaystyle ~\Delta n\Delta \varphi >1.}
І фотони, і частинки речовини (електрони, нуклони, ядра, атоми і т. д.), які мають масу спокою, при проходженні через дві близько розташовані вузькі щілини дають схожі інтерференційні картини. Для фотонів це явище можна описати з використанням рівнянь Максвелла, для масивних частинок використовують рівняння Шредінгера. Можна було б припустити, що рівняння Максвелла — спрощений варіант рівняння Шредінгера для фотонів. Однак із цим не згідні більшість фізиків.
З одного боку, ці рівняння відрізняються одне від одного математично: на відміну від рівнянь Максвелла (які описують поля́ — дійсні функції координат і часу), рівняння Шредінгера комплексне (його розв'язком є поле, яке є, в загальному випадку, комплексною функцією). З іншого боку, поняття ймовірнісної хвильової функції, яка явним чином входить у рівняння Шредінгера, не може бути застосоване по відношенню до фотона.
Фотон — безмасова частинка, тому він не може бути локалізований у просторі без знищення. Формально кажучи, фотон не може мати координатного власного стану {\displaystyle |\mathbf {r} \rangle } і, таким чином, звичайний принцип невизначеності Гейзенберга у вигляді {\displaystyle \Delta x\Delta p\,\sim \,h} до нього незастосовний.
Були запропоновані змінені варіанти хвильової функції для фотонів,
але вони не стали загальноприйнятими. Замість цього у фізиці використовується теорія вторинного квантування (квантова електродинаміка), в якій фотони розглядаються як квантовані збурення електромагнітних мод.

## Модель фотонного газу Бозе— Ейнштейна
Квантова статистика, яка застосовується до систем частинок з цілочисловим спіном, була запропонована в 1924 році індійським фізиком Ш. Бозе для квантів світла і розвинута А. Ейнштейном для всіх бозонів. Електромагнітне випромінювання всередині деякого об'єму можна розглядати як ідеальний газ, що складається з сукупності фотонів, які практично не взаємодіють один з одним.
Термодинамічна рівновага цього фотонного газу досягається шляхом взаємодії зі стінками порожнини. Вона настає тоді, коли стінки випромінюють за одиницю часу стільки ж фотонів, скільки поглинають.
При цьому всередині об'єму встановлюється певний розподіл частинок за енергіями. Бозе отримав планківський закон випромінювання абсолютно чорного тіла, взагалі не використовуючи електродинаміку, а просто модифікувавши підрахунок квантових станів системи фотонів у фазовому просторі.
Зокрема, було встановлено, що кількість фотонів в абсолютно чорній порожнині, енергія яких припадає на інтервал від {\displaystyle ~\varepsilon } до {\displaystyle \varepsilon +d\varepsilon ,} дорівнює:
{\displaystyle dn(\varepsilon )={\frac {V\varepsilon d\varepsilon ^{2}}{\pi ^{2}\hbar ^{3}c^{3}(e^{\varepsilon /kT}-1)}},}
де {\displaystyle ~V} — об'єм порожнини, {\displaystyle ~\hbar } — зведена стала Планка, {\displaystyle ~T} — температура рівноважного фотонного газу (збігається з температурою стінок).
У стані рівноваги електромагнітне випромінювання в абсолютно чорній порожнині (так зване теплове рівноважне випромінювання) описується тими ж термодинамічними параметрами, що і звичайний газ: об'ємом, температурою, енергією, ентропією та ін. Випромінювання чинить тиск {\displaystyle ~P} на стінки, оскільки фотони мають імпульс.
Зв'язок цього тиску з температурою описується рівнянням стану фотонного газу:
{\displaystyle P={\frac {1}{3}}\sigma T^{4},}
де {\displaystyle ~\sigma } — стала Стефана — Больцмана.
Ейнштейн показав, що ця модифікація еквівалентна визнанню того, що фотони строго тотожні один одному, а між ними передбачається наявність «таємничої нелокальної взаємодії»,
яка тепер розуміється як вимога симетричності квантовомеханічних станів відносно перестановки частинок.
Ця робота зрештою привела до створення концепції когерентних станів і сприяла винайденню лазера. У цих же статтях Ейнштейн розширив уявлення Бозе на елементарні частинки з цілим спіном (бозони) і передбачив явище масового переходу частинок виродженого бозонного газу в стан із мінімальною енергією при зниженні температури до деякого критичного значення (конденсація Бозе — Ейнштейна). Цей ефект у 1995 році спостерігався експериментально, а в 2001 році авторам експерименту присудили Нобелівську премію.
У сучасному розумінні бозони, якими є і фотони, підпорядковуються статистиці Бозе — Ейнштейна, а ферміони, наприклад, електрони, — статистиці Фермі — Дірака.

## Спонтанне та вимушене випромінювання
Головне джерело: 

Вимушене випромінювання (в якому фотони ніби «клонують» себе) було передбачене Ейнштейном і призвело до винайдення лазера. Висновки Ейнштейна стимулювали подальший розвиток квантових уявлень про природу світла, які привели до статистичної інтерпретації квантової механіки.

У 1916 році Ейнштейн показав, що закон випромінювання Планка для абсолютно чорного тіла може бути виведений виходячи з наступних статистичних напівкласичних уявлень:
1. Електрони в атомах перебувають на дискретних енергетичних рівнях;
2. При переході електронів між цими рівнями, атом поглинає або випромінює фотони.

Крім того, вважалося, що випромінювання і поглинання світла атомами відбувається незалежно одне від одного і що теплова рівновага в системі зберігається за рахунок взаємодії з атомами. Розглянемо порожнину, яка перебуває в тепловій рівновазі й заповнена електромагнітним випромінюванням, яке може поглинатися і випромінюватися речовиною стінок.
У стані теплової рівноваги спектральна густина випромінювання {\displaystyle ~\rho (\nu )}, яка залежить від частоти фотона {\displaystyle ~\nu }, в середньому не повинна залежати від часу. Це означає, що ймовірність випромінювання фотона будь-якої заданої частоти повинна бути рівна ймовірності його поглинання.
Ейнштейн почав з постулювання простих співвідношень між швидкостями реакцій поглинання та випромінювання. В його моделі швидкість {\displaystyle ~R_{ji}} поглинання фотонів частоти {\displaystyle ~\nu } і переходу атомів з енергетичного рівня {\displaystyle ~E_{j}} на вищий рівень з енергією {\displaystyle ~E_{i}} пропорційна кількості {\displaystyle ~N_{j}} атомів з енергією {\displaystyle ~E_{j}} і спектральній густині випромінювання {\displaystyle ~\rho (\nu )} для навколишніх фотонів тієї ж частоти:
{\displaystyle ~R_{ji}=N_{j}B_{ji}\rho (\nu )}.
Тут {\displaystyle ~B_{ji}} — константа швидкості реакції поглинання (коефіцієнт поглинання). Для здійснення оберненого процесу є дві можливості: спонтанне випромінювання фотонів і повернення електрона на нижчий рівень через взаємодію з випадковим фотоном. Згідно з описаним вище підходом, відповідна швидкість реакції {\displaystyle ~R_{ij}}, яка характеризує випромінювання системою фотонів частоти {\displaystyle ~\nu } і перехід атомів з вищого рівня енергії {\displaystyle ~E_{i}} на нижчий з енергією {\displaystyle ~E_{j}}, дорівнює:
{\displaystyle ~R_{ij}=N_{i}A_{ij}+N_{i}B_{ij}\rho (\nu )}.
Тут {\displaystyle ~A_{ij}} — коефіцієнт спонтанного випромінювання, {\displaystyle ~B_{ij}} — коефіцієнт, відповідальний за вимушене випромінювання під дією випадкових фотонів. При термодинамічній рівновазі кількість атомів в енергетичному стані {\displaystyle ~i} та {\displaystyle ~j} в середньому повинна бути сталою в часі, а отже, величини {\displaystyle ~R_{ji}} і {\displaystyle ~R_{ij}} повинні бути рівні. Крім того, за аналогією з висновками статистики Больцмана, справедливе співвідношення:
{\displaystyle {\frac {N_{i}}{N_{j}}}={\frac {g_{i}}{g_{j}}}\exp {\frac {E_{j}-E_{i}}{kT}}},
де {\displaystyle ~g_{i,j}} — кратність виродження енергетичних рівнів {\displaystyle ~i} та {\displaystyle ~j}, {\displaystyle ~E_{i,j}} — енергія цих рівнів, {\displaystyle ~k} — стала Больцмана, {\displaystyle ~T} — температура системи. Зі сказаного можна зробити висновок, що {\displaystyle ~g_{i}B_{ij}=g_{j}B_{ji}} і:
{\displaystyle A_{ij}={\frac {8\pi h\nu ^{3}}{c^{3}}}B_{ij}}.
Коефіцієнти {\displaystyle ~A} та {\displaystyle ~B} називають коефіцієнтами Ейнштейна.
Ейнштейну не вдалося повністю пояснити всі ці рівняння, але він вважав, що в майбутньому з'явиться можливість розрахувати коефіцієнти {\displaystyle ~A_{ij}}, {\displaystyle ~B_{ji}} і {\displaystyle ~B_{ij}}, коли «механіка і електродинаміка будуть змінені так, щоб відповідати квантовій гіпотезі».
І це дійсно відбулося. У 1926 році Поль Дірак отримав константу {\displaystyle ~B_{ij}}, використовуючи напівкласичний підхід,
а в 1927 успішно знайшов усі ці константи, виходячи з основоположних принципів квантової теорії.
Ця робота стала фундаментом квантової електродинаміки, тобто теорії квантування електромагнітного поля. Підхід Дірака, названий методом вторинного квантування, став одним з основних методів квантової теорії поля. Слід відмітити ще раз, що в ранній квантовій механіці тільки частинки речовини, а не електромагнітне поле, трактувалися як квантовомеханічні.
Ейнштейн був занепокоєний тим, що його теорія здавалася неповною через те, що вона не описувала напрямок спонтанного випромінювання фотона. Ймовірнісна природа руху світлових частинок була вперше розглянута Ісааком Ньютоном в його поясненні явища подвійного променезаломлення (ефект розщеплення в анізотропних середовищах променя світла на дві складові) і, загалом, явища розщеплення пучків світла границею двох середовищ на відбитий та заломлений пучки. Ньютон припустив, що «приховані змінні», які характеризують світлові частинки, визначають, в який із двох розщеплених променів піде дана частинка. Аналогічно й Ейнштейн, починаючи дистанціюватися від квантової механіки, сподівався на виникнення загальнішою теорії мікросвіту, в якій не буде місця випадковості. Показово, що введення Максом Борном ймовірнісної інтерпретації хвильової функції
було стимульовано пізньою роботою Ейнштейна, який шукав загальнішу теорію.

## Вторинне квантування

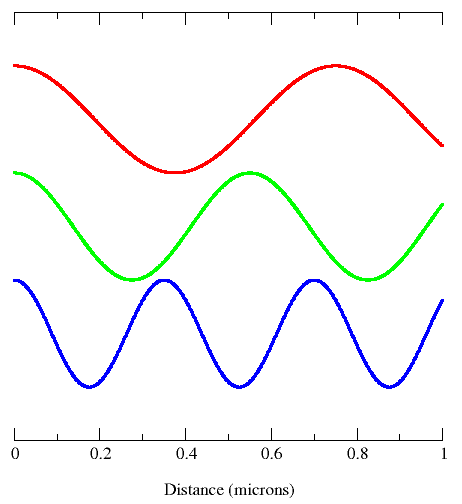
Різні електромагнітні моди (наприклад, зображені на рисунку) можуть розглядатися як незалежні квантові гармонічні осцилятори. Кожен фотон відповідає одиничній енергії
E = hν у своїй електромагнітній моді.

В 1910 році Петер Дебай отримав формулу Планка, виходячи з відносно простого припущення.
Він розклав електромагнітне поле в абсолютно чорній порожнині по Фур'є-модах і припустив, що енергія кожної моди є цілим кратним величини {\displaystyle ~h\nu ,} де {\displaystyle ~\nu } — частота, яка відповідає даній моді. Геометрична сума отриманих мод давала закон випромінювання Планка. Однак, використовуючи цей підхід, виявилося неможливим отримати правильну формулу для флуктуацій енергії теплового випромінювання. Розв'язати цю задачу вдалося Ейнштейну в 1909 році.
В 1925 році Макс Борн, Вернер Гейзенберг і Паскуаль Йордан дали дещо іншу інтерпретацію дебаївського підходу.
Використовуючи класичні уявлення, можна показати, що Фур'є-моди електромагнітного поля — повна сукупність електромагнітних плоских хвиль, кожній з яких відповідає свій хвильовий вектор і свій стан поляризації, — еквівалентні сукупності гармонічних осциляторів, які не взаємодіють між собою. З точки зору квантової механіки, енергетичні рівні таких осциляторів визначаються співвідношенням {\displaystyle ~E=nh\nu ,} де {\displaystyle ~\nu } — частота осцилятора. Принципово новим кроком стало те, що мода з енергією {\displaystyle ~E=nh\nu } розглядалася тут як стан з {\displaystyle ~n} фотонів. Цей підхід дозволив отримати правильну формулу для флуктуацій енергії випромінювання абсолютно чорного тіла.

У квантовій теорії поля ймовірність настання події обчислюється як квадрат модуля суми амплітуд ймовірностей (комплексних чисел) всіх можливих способів, якими ця подія може реалізуватися, як на діаграмі Фейнмана, зображеній тут.

Поль Дірак пішов ще далі. Він розглядав взаємодію між зарядом та електромагнітним полем як невелике збурення, яке викликає переходи у фотонних станах, змінюючи кількості фотонів у модах при збереженні повних енергій та імпульсу системи. Дірак, виходячи з цього, зміг отримати коефіцієнти Ейнштейна {\displaystyle ~A_{ij}} і {\displaystyle ~B_{ij}} з перших принципів і показав, що статистика Бозе — Ейнштейна для фотонів — природний наслідок коректного квантування електромагнітного поля (сам Бозе рухався в протилежному напрямку — він отримав закон випромінювання Планка для абсолютно чорного тіла, постулювавши статистичний розподіл Бозе — Ейнштейна). В той час ще не було відомо, що всі бозони, і фотони в тому числі, підпорядковуються статистиці Бозе — Ейнштейна.
Розглянутий Діраком другий порядок наближення в рамках теорії збурень вводить поняття віртуального фотона, короткочасного проміжного стану електромагнітного поля. Електростатична і магнітна взаємодія здійснюється через обмін такими віртуальними фотонами.
В таких квантових теоріях поля амплітуда ймовірності спостережуваних подій обчислюється шляхом підсумовування по всіх можливих проміжних шляхах, навіть нефізичних; так, віртуальні фотони не зобов'язані задовольняти дисперсійному співвідношенню {\displaystyle ~E=pc}, яке виконується для фізичних безмасових частинок, і можуть мати додаткові поляризаційні стани (у реальних фотонів дві поляризації, тоді як у віртуальних — три або чотири, в залежності від використаного калібрування). Хоча віртуальні частинки і, зокрема, віртуальні фотони не можуть спостерігатися безпосередньо,
вони роблять вимірюваний внесок у ймовірність спостережуваних квантових подій. Більше того, розрахунки в другому і вищих порядках теорії збурень іноді приводять до появи нескінченно великих значень для деяких фізичних величин. Для усунення цих нефізичних нескінченностей у квантовій теорії поля розроблений метод перенормування.
Інші віртуальні частинки також можуть вносити вклад в суму. Наприклад, два фотона можуть взаємодіяти непрямо через віртуальну електрон-позитронну пару.
Цей механізм буде покладений в основу роботи Міжнародного лінійного колайдера.
Математично метод вторинного квантування полягає в тому, що квантова система, яка складається з великої кількості тотожних частинок, описується з допомогою хвильових функцій, в яких роль незалежних змінних відіграють числа заповнення. Вторинне квантування здійснюється введенням операторів, які збільшують чи зменшують кількість частинок в даному стані (чисел заповнення) на одиницю. Ці оператори називають іноді операторами народження і знищення. Математично властивості операторів заповнення і знищення задаються перестановочними співвідношеннями, вид яких визначається спіном частинок. При такому описі хвильова функція сама стає оператором.
В сучасних фізичних позначеннях квантовий стан електромагнітного поля записується як стан Фока, тензорний добуток станів кожної електромагнітної моди:
{\displaystyle |n_{k_{0}}\rangle \otimes |n_{k_{1}}\rangle \otimes \dots \otimes |n_{k_{n}}\rangle \dots ,}
де {\displaystyle ~|n_{k_{i}}\rangle } є станом з кількістю фотонів {\displaystyle ~n_{k_{i}},} які перебувають в моді {\displaystyle ~k_{i}.} Створення нового фотона (наприклад, випроміненого в атомному переході) в моді {\displaystyle ~k_{i}} записується так:
{\displaystyle |n_{k_{i}}\rangle \rightarrow |n_{k_{i}}+1\rangle .}

## Фотон як калібрувальний бозон
Рівняння Максвелла, які описують електромагнітне поле, можуть бути отримані з уявлень калібрувальної теорії як наслідок виконання вимоги калібрувальної інваріантності електрона відносно перетворення просторово-часових координат.
Для електромагнітного поля ця калібрувальна симетрія відбиває здатність комплексних чисел змінювати уявну частину без дії на дійсну, як у випадку з енергією або лагранжіаном.
Квант такого калібрувального поля повинен бути безмасовим незарядженим бозоном, доки симетрія не порушиться. Тому фотон (який якраз і є квантом електромагнітного поля) розглядається в сучасній фізиці як безмасова незаряджена частинка з цілим спіном. Корпускулярна модель електромагнітної взаємодії приписує фотону спін, який дорівнює {\displaystyle \pm 1}; це означає, що спіральність фотона дорівнює {\displaystyle \pm \hbar }. З точки зору класичної фізики спін фотона можна інтерпретувати як параметр, який відповідає за поляризаційний стан світла (за напрямок обертання вектора напруженості в циркулярно-поляризованій світловій хвилі). Віртуальні фотони, введенні в рамках квантової електродинаміки, можуть також перебувати в нефізичних поляризаційних станах.
У Стандартній моделі фотон є одним з чотирьох калібрувальних бозонів, які здійснюють електрослабку взаємодію. Інші три (W+, W− і Z0) називаються векторними бозонами і відповідають лише за слабку взаємодію. На відміну від фотона у векторних бозонів є маса, вони мусять бути масивними внаслідок того, що слабка взаємодія проявляється лише на дуже малих відстанях, < 10−15 см. Однак кванти калібрувальних полів повинні бути безмасовими, поява у них маси порушує калібрувальну інваріантність рівнянь руху. Спосіб вирішення цієї проблеми був запропонований Пітером Хіґсом, який теоретично описав явище спонтанного порушення електрослабкої симетрії.
Воно дозволяє зробити векторні бозони важкими без порушення калібрувальної симетрії в самих рівняннях руху. Об'єднання фотона з W і Z калібрувальними бозонами в електрослабкій взаємодії здійснили Шелдон Лі Ґлешоу, Абдус Салам і Стівен Вайнберг, за що були удостоєні Нобелівської премії з фізики в 1979 році.
Важливою проблемою квантової теорії поля є включення в єдину калібрувальну схему і сильної взаємодії (так зване «велике об'єднання»). Однак ключові наслідки присвячених цьому теорій, такі як розпад протона, досі не були виявлені експериментально.

## Внесок фотонів у масу системи
Енергія системи, яка випромінює фотон з частотою {\displaystyle \nu }, зменшується на величину {\displaystyle ~E=h\nu }, яка дорівнює енергії цього фотона. В результаті маса системи зменшується (якщо знехтувати переданим імпульсом) на {\displaystyle ~{E}/{c^{2}}}. Аналогічно, маса системи, яка поглинає фотони, збільшується на відповідну величину.
У квантовій електродинаміці при взаємодії електронів з віртуальними фотонами вакуума виникають розбіжності, які усуваються за допомогою процедури перенормування. В результаті маса електрона, яка є в лагранжіані електромагнітної взаємодії, відрізняється від експериментально спостережуваної маси.
Незважаючи на певні математичні проблеми, пов'язані з подібною процедурою, квантова електродинаміка дозволяє з дуже високою точністю дати пояснення таких фактів як аномальний дипольний момент лептонів і надтонка структура лептонних дуплетів (наприклад, у мюонію і позитронію).
Тензор енергії-імпульсу електромагнітного поля відрізняється від нуля, тому фотони гравітаційно діють на інші об'єкти, у відповідності з загальною теорією відносності. І навпаки, фотони самі зазнають дії гравітації інших об'єктів. При відсутності гравітації траєкторії фотонів прямолінійні. У гравітаційному полі вони відхиляються від прямих у зв'язку з викривленням простору-часу (див., наприклад, гравітаційна лінза).
Крім того, у гравітаційному полі спостерігається так зване гравітаційне червоне зміщення (див. експеримент Паунда і Ребки). Це властиво не лише окремим фотонам, такий самий ефект був передбачений для класичних електромагнітних хвиль в цілому.

## Фотони в речовині
Світло поширюється в прозорому середовищі зі швидкістю, меншою ніж {\displaystyle ~c} — швидкість світла у вакуумі. Наприклад, фотонам, які зазнають великої кількості зіткнень на шляху від сонячного ядра, яке випромінює енергію, може знадобитися близько мільйона років, щоб досягти поверхні Сонця.
Однак, рухаючись у відкритому космосі, такі ж фотони долітають до Землі всього за 8,3 хвилини. Величина, що характеризує зменшення швидкості світла, називається показником заломлення речовини.
З класичної точки зору сповільнення може бути пояснене так. Під дією напруженості електричного поля світлової хвилі валентні електрони атомів середовища починають здійснювати вимушені гармонічні коливання. Електрони, що коливаються, починають з певним часом запізнення випромінювати вторинні хвилі тієї ж частоти і напруженості, що і в падаючого світла, які інтерферують з початковою хвилею, сповільнюючи її.
В корпускулярній моделі сповільнення може бути описане змішуванням фотонів з квантовими збуреннями в речовині (квазічастинками, подібними до фононів та екситонів) з утворенням поляритона. Такий поляритон має відмінну від нуля ефективну масу, через що вже не може рухатися зі швидкістю {\displaystyle ~c}.
Ефект взаємодії фотонів з іншими квазічастинками може спостерігатися напряму в ефекті Рамана і в розсіюванні Мандельштама — Бріллюена.
Аналогічно, фотони можуть розглядатися як частинки, які завжди рухаються зі швидкістю світла {\displaystyle ~c}, навіть в речовині, але зазнають зміщення фази (запізнювання або випередження) через взаємодію з атомами, які змінюють їхню довжину хвилі та імпульс, але не швидкість.
Хвильові пакети, які складаються з цих фотонів, переміщуються зі швидкістю, меншою ніж {\displaystyle ~c}. З цієї точки зору фотони є ніби «голими», через що розсіюються на атомах, і їхня фаза змінюється. Тоді як з точки зору, описаної в попередньому абзаці, фотони «одягнуті» через взаємодію з речовиною і переміщуються без розсіювання і зміщення фази, але з меншою швидкістю.
В залежності від частоти світло поширюється в речовині з різною швидкістю. Це явище в оптиці називається дисперсією. При створенні певних умов можна добитися того, що швидкість поширення світла в речовині стане надзвичайно малою (так зване «повільне світло»). Суть методу в тому, що використовуючи ефект електромагнітно-індукованої прозорості вдається отримати середовище з дуже вузьким провалом в її спектрі поглинання.
При цьому в області цього провалу спостерігається надзвичайно крутий хід показника заломлення. Тобто на цій ділянці поєднуються величезна дисперсія середовища (з нормальною спектральною залежністю — зростанням показника заломлення у бік зростання частоти) та його прозорість для випромінювання. Це забезпечує значне зниження групової швидкості світла (за деяких умов до 0,091 мм/с).
Фотони також можуть бути поглинуті ядрами, атомами чи молекулами, спровокувавши таким чином перехід між їхніми енергетичними станами. Показовим є класичний приклад, пов'язаний з поглинанням фотонів зоровим пігментом паличок сітківки родопсином, до складу якого входить ретиналь, похідна ретинолу (вітаміну A), відповідального за людський зір, як було встановлено у 1958 році американським біохіміком, нобелівським лауреатом Джорджем Уолдом та його співробітниками.
Поглинання фотона молекулою родопсину викликає реакцію транс-ізомеризації ретиналю, що призводить до розкладу родопсину. Таким чином, у поєднанні з іншими фізіологічними процесами, енергія фотона перетворюється в енергію нервового імпульсу.
Поглинання фотона може навіть спричинити руйнування хімічних зв'язків, як при фотодисоціації хлору; такі процеси є об'єктом вивчення фотохімії.

## Технічне застосування
Існує багато технічних пристроїв, які так чи інакше використовують у своїй роботі фотони. Нижче для ілюстрації наведені лише деякі з них.

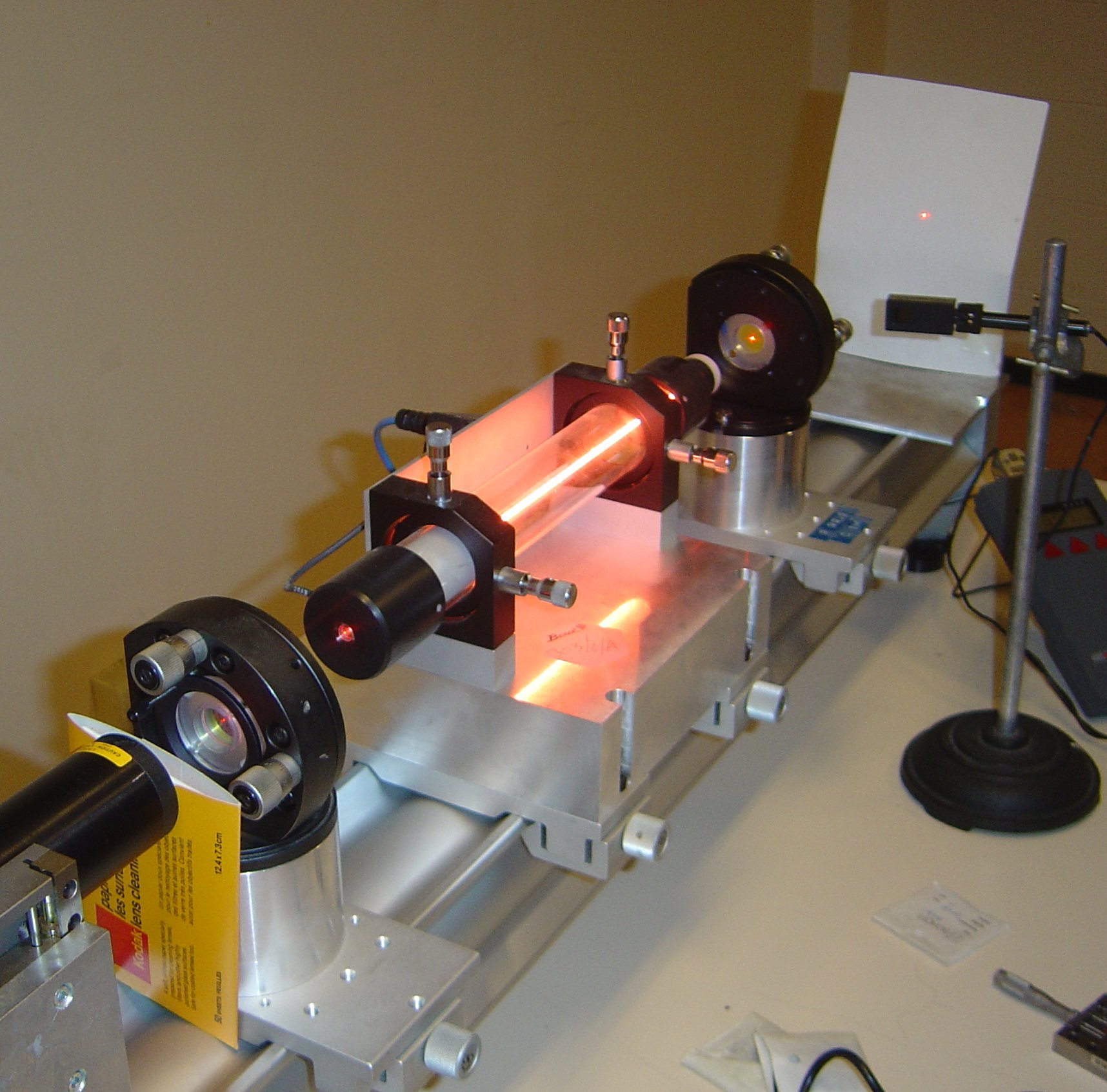
Гелій-неоновий лазер. Світний промінь в центрі — це електричний розряд, який породжує свічення. Промінь проектується на екран справа у вигляді світної червоної точки.

Важливим технічним пристроєм, що використовує фотони, є лазер. Його робота базується на явищі вимушеного випромінювання, розглянутого вище. Лазери застосовуються в багатьох областях технології. Технологічні процеси (зварювання, різка і плавлення металів) здійснюються, переважно, газовими лазерами, які мають високу середню потужність. В металургії вони дозволяють отримати надчисті метали.
Надстабільні лазери є основою оптичних стандартів частоти, лазерних сейсмографів, гравіметрів та інших точних фізичних приладів. Лазери з перестроюваною частотою (наприклад, лазер на барвниках) здійснили революцію в спектроскопії, суттєво підвищили роздільну здатність та чутливість методу аж до спостереження спектрів окремих атомів. Лазери також застосовуються в медицині як безкровні скальпелі, при лікуванні очних та шкірних захворювань.
Лазерна локація сприяла уточненню систем космічної навігації, розширила знання про атмосфери і будову поверхні планет, дозволила виміряти швидкість обертання Венери та Меркурія, суттєво уточнила характеристики руху Місяця і планети Венера у порівнянні з астрономічними даними. З використанням лазерів намагаються вирішити проблему керованого термоядерного синтезу. Лазери широко використовуються в побуті (лазерні принтери, DVD, лазерні указки та ін.).
Випромінювання і поглинання фотонів речовиною використовується в спектральному аналізі. Атоми кожного хімічного елемента мають строго визначені резонансні частоти, в результаті чого саме на цих частотах вони випромінюють або поглинають світло. Це призводить до того, що спектри випромінювання і поглинання атомів та молекул індивідуальні, подібно до відбитків пальців у людей.

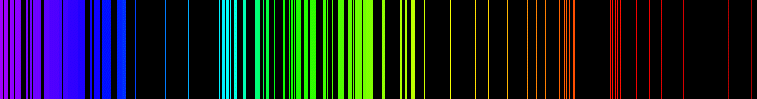
Емісійний спектр (спектр випромінювання) заліза.

За застосовуваними методами розрізняють декілька типів спектрального аналізу:
1. Емісійний, який використовує спектри випромінювання атомів, рідше — молекул. Цей вид аналізу передбачає спалювання деякої кількості проби в полум'ї газового пальника, електричній дузі постійного чи змінного струму, електричній високовольтній іскрі. Частковим випадком емісійного аналізу є люмінесцентний аналіз.
2. Абсорбційний, який використовує спектр поглинання, головним чином молекул, але може бути застосований і для атомів. Тут пробу цілком переводять в газоподібний стан і пропускають через неї світло від джерела суцільного випромінювання. На виході на фоні суцільного спектра спостерігається спектр поглинання випаруваної речовини.
3. Рентгенівський, що використовує рентгенівські спектри атомів, а також дифракцію рентгенівських променів при проходженні їх через досліджуваний об'єкт для вивчення його структури. Головна перевага методу полягає в тому, що рентгенівські спектри містять небагато ліній, що значно полегшує вивчення складу проби. Серед недоліків можна виділити невисоку чутливість і складність апаратури.

В якісному спектральному аналізі визначається лише склад проби без вказування кількісного співвідношення компонентів. Остання проблема вирішується в кількісному спектральному аналізі, на основі того, що інтенсивність ліній у спектрі залежить від вмісту відповідної речовини у досліджуваній пробі. Таким чином за спектром речовини може бути визначений її хімічний склад. Спектральний аналіз — чутливий метод, він широко використовується в аналітичній хімії, астрофізиці, металургії, машинобудуванні, геологічній розвідці та інших галузях науки.
Робота багатьох апаратниї генераторів випадкових чисел базується на визначенні положення одиночних фотонів. Спрощений принцип дії одного з них зводиться до наступного. Для того, щоб згенерувати кожен біт випадкової послідовності, фотон направляється на дільник променя. Для будь-якого фотона існує лише дві рівноймовірні можливості: пройти дільник променя або відбитися від його грані. У залежності від того, чи пройшов фотон дільник променя, наступним бітом у послідовності записується «0» або «1».

## Взаємодії
Реальна електромагнітна хвиля є суперпозицією великого числа різних фотонів, які можуть інтеферувати між собою, збільшуючи чи зменшуючи амплітуду хвилі в різних точках простору. Однак, крім інтерференції у вакуумі фотони не взаємодіють між собою: не розсіюються один на одному, не народжуються і не поглинаються.
Механізм взаємодії фотонів з іншими частинками — електромагнітна взаємодія. Розповсюджуючись як хвилі, фотони взаємодіють з речовиною як корпускули, що відображає їхню подвійну корпускулярно-хвильову природу. Електричний заряд є тією характеристикою, яка зумовлює взаємодію частинок з фотонами. Це не означає, що нейтральні тіла з фотонами не взаємодіють — у фізичних системах складної структури важливий не тільки загальний заряд, важливий також його розподіл.

### Елементарні акти взаємодії
Елементарними актами взаємодії фізичних систем із фотонами є випромінювання, поглинання та розсіяння. При акті випромінювання кількість фотонів в електромагнітному полі збільшується на одиницю, відповідно збільшується й енергія поля, і за законом збереження енергії зменшується енергія фізичної системи:
{\displaystyle E_{i}-E_{f}=\hbar \omega },
де {\displaystyle E_{i}} — енергія початкового стану, {\displaystyle E_{f}} — енергія кінцевого стану. Імовірність акту випромінювання пропорційна {\displaystyle n+1}, де n — кількість фотонів відповідної частоти в полі. Отже, випромінювання може відбутися і в тому випадку, коли фотонів немає. Таке випромінювання називається спонтанним.
Випромінювання при {\displaystyle n\neq 0} називається вимушеним. Вимушене випромінювання використовується в лазерах. Якщо фізична система перебуває в стані з найнижчою енергією (основному), то вона не може випромінити фотон.
При акті поглинання кількість фотонів в електромагнітному полі зменшується на одиницю, а фізична система, що взаємодіє з полем збільшує свою енергію:
{\displaystyle E_{f}-E_{i}=\hbar \omega }.
Поглинання фотона має резонансний характер. Фотон з енергією {\displaystyle \hbar \omega } поглинається тоді, коли система має збуджений стан із відповідною енергією. Імовірність поглинання фотона пропорційна числу фотонів, тобто енергії електромагнітного поля.
При розсіянні початковий фотон зникає, але народжується інший. Якщо новий фотон має ту ж енергію, що й початковий, але змінює напрямок, таке розсіяння називається пружним. Розсіяння, при якому змінюється енергія фотона називається непружним.
Вільна заряджена частинка, наприклад, електрон, що рухається зі сталою швидкістю, не може випромінити чи поглинути фотон через неможливість одночасного виконання законів збереження енергії та імпульсу. Непружне розсіяння фотона на електроні можливе, якщо енергія фотона перевищує певну межу. Таке розсіяння називається комптонівським.

### Фотон у гравітаційному полі
Фотон розповсюджується таким чином, щоб подолати шлях між двома точками в просторі за найменший час, тобто вздовж геодезичної. У викривленому просторі поблизу масивних тіл, геодезична не збігається із прямою лінією Евклідового простору. Як наслідок, пролітаючи поблизу зірок, траєкторія фотона може викривлюватися. Це один із висновків загальної теорії відносності, й є одним з її експериментальних підтверджень.
В гравітаційному полі енергія фотона змінюється, а, отже, змінюється частота електромагнітної хвилі. Це явище називають гравітаційним червоним зміщенням.

## Фотони різних енергій
Фотони видимого світла мають енергії в діапазоні від 1,7 до 3 еВ; вони з'являються при переходах атомів і молекул із збуджених станів в стани з меншою енергією. Гамма-фотони з'являються в результаті аналогічних процесів, що відбуваються в середині атомних ядер. При гальмуванні електронів високих енергій можуть бути отримані фотони дуже великих енергій — до 1000 МеВ, що майже в 2000 разів перевищує власну енергію нерухомого електрона. Фотони високих енергій можуть перетворитися в пару заряджених частинок — електрон й позитрон. При цьому енергія фотона, що зникає, повинна бути більшою за суму власних енергій частинок, що з'явилися.

## Нещодавні дослідження
В даний час вважається, що властивості фотонів добре зрозумілі з точки зору теорії. Стандартна модель розглядає фотони як калібрувальні бозони зі спіном, який дорівнює 1, з нульовою масою спокою і нульовим електричним зарядом (останнє випливає, зокрема, з локальної унітарної симетрії U(1) та з дослідів по електромагнітній взаємодії). Однак фізики продовжують шукати невідповідності між експериментом і положеннями Стандартної моделі. Постійно підвищується точність виконуваних експериментів по визначенню маси і заряду фотонів. Виявлення хоч якої-небудь малої величини заряду або маси у фотонів завдало б серйозного удару по Стандартній моделі.
Всі експерименти, проведені досі, показують, що у фотонів немає ні заряду, ні маси спокою.
Найбільша точність, з якою вдалося виміряти заряд фотона дорівнює 5× 10−52 Кл (або 3× 10−33 e); для маси — 1,1× 10−52 кг (6× 10−17 еВ/c2 чи 1× 10−22 me).
Багато сучасних досліджень присвячено застосуванню фотонів в області квантової оптики. Фотони видаються придатними частинками для створення на їх основі надпродуктивних квантових комп'ютерів. Вивчення квантової заплутаності та пов'язаної з нею квантової телепортації також є пріоритетним напрямком сучасних досліджень.
Крім того відбувається вивчення нелінійних оптичних процесів та систем, зокрема, явища двохфотонного поглинання, синфазної модуляції та оптичних параметричних осциляторів. Однак подібні явища та системи переважно не потребують використання в них саме фотонів. Вони часто можуть бути змодельовані шляхом розгляду атомів як нелінійних осциляторів. Нелінійний оптичний процес спонтанного параметричного розсіяння часто використовується для створення заплутаних станів фотонів. Фотони також використовуються в оптичній комунікації, зокрема в квантовій криптографії..
За результатами нового дослідження вчених з Університету Берклі (США) встановлено, що для запуску процесу перетворення енергії рослинами та іншими організмами на хімічну енергію потрібен лише один фотон.